# Родріго Тот
Родріго Тот (нар. близько 1958 р.) — фермер і лідер корінного населення Гватемали.
Він є членом народу кекчі. За його зусилля щодо захисту землі своєї громади від шкоди для навколишнього середовища від видобутку корисних копалин в 2017 році Тот був нагороджений екологічною премією Goldman.

## Раннє життя
Тот народився в Кіче, Гватемала, незадовго до бурхливого видобутку корисних копалин у 1960-х роках. Тот втратив обох батьків у молодому віці і в 12 років переїхав жити з великою родиною в Агуа-Кальєнте.

## Кар'єра

### Сільське господарство
У 1985 році Тот разом із 63 іншими корінними фермерами у своїй громаді отримав право власності на землю у своїй громаді. Однак через три роки записи про ці наділи зникли, а, коли були здійснені остаточні платежі за право власності, людям було відмовлено у законному праві власності на землю.
У 2004 році, через два роки після того, як фермерам було відмовлено у праві на їхню землю, уряд Гватемали надав ліцензію на видобуток корисних копалин регіону, який охоплює 16 громад майя. Після поглинання гірничодобувної промисловості кекчі взялися боротися за свої права на землю в суді. У 2011 році група виграла позов, і Конституційний суд Гватемали видав знакове рішення, яке визнає права власності на землю народу кекчі.